# Rémy Amieux
Rémy Amieux (Vienne, 5 september 1986) is een voormalig Frans profvoetballer die bij voorkeur als linksback speelde. Amieux kwam in Nederland uit voor FC Eindhoven, N.E.C., RKC Waalwijk en NAC Breda.

## Clubvoetbal

### Jeugd
Amieux speelde in de jeugd van RC Lens. Hij speelde voor het reserveteam van Lens dat in de Championnat National 2 speelde. Hierna kwam hij uit voor de reserves van Grenoble Foot 38 in de CFA 2. Voor Aviron Bayonnais speelde hij negentien wedstrijden in het eerste elftal, waarvoor hij twee keer scoorde.

### FC Eindhoven
Amieux trok in de zomer van 2009 naar Nederland, waar hij ging spelen bij FC Eindhoven. Voor die club maakte hij op 11 september 2009 tegen FC Dordrecht zijn debuut.  Op 2 oktober scoorde hij tegen SC Cambuur zijn eerste doelpunt voor Eindhoven. Amieux eindigde met Eindhoven als twaalfde, maar plaatste zich wel voor de play-offs, waarin Willem II in de tweede ronde te sterk was.

### N.E.C.
Op 31 mei 2010 werd bekend dat FC Eindhoven en N.E.C. overeenstemming hadden bereikt over een transfer van de linksback. Amieux tekende in juni 2010 een contract voor drie seizoenen getekend bij NEC. In mei was hij rond met die club, de transfer werd na de medische keuring half juni definitief. Op 11 september maakte hij tegen PSV als vervanger van Bram Nuytinck zijn debuut voor N.E.C. Vanaf november was hij basisspeler van N.E.C. Op 1 mei 2011 scoorde hij in een 5-0 overwinning op Roda JC zijn eerste doelpunt voor de club. Björn Vleminckx scoorde die wedstrijd de andere vier treffers.
In het seizoen 2011/12 kwam hij slechts tot de helft van de competitiewedstrijd, enerzijds door een enkelblessure, anderzijds omdat Kevin Conboy de voorkeur genoot. Zijn belangrijkste goal voor N.E.C. scoorde Amieux op 3 februari 2013 tegen rivaal Vitesse. Hij schoot N.E.C. op voorsprong, waarna Ruud Boymans later die wedstrijd de winnende 2-1 scoorde. Na drie jaar te hebben gevoetbald in Nijmegen werd zijn contract niet verlengd. Hij kwam tot 63 wedstrijden voor N.E.C., drie goals en twee assists.

### RKC Waalwijk
In de zomer van 2013 maakte Amieux de overstap naar RKC Waalwijk. Hij tekende een tweejarig contract. Op 3 augustus maakte hij tegen FC Twente zijn debuut. Op 15 september scoorde hij tegen FC Utrecht zijn eerste goal voor RKC, hoewel er met 2-1 verloren werd. Amieux was op 15 februari 2014, uitgerekend tegen zijn vorige club N.E.C., voor het eerst aanvoerder van RKC bij afwezigheid van Sander Duits. 
Amieux eindigde met RKC zestiende en moest daarom play-offs om promotie/degradatie spelen. Daarin won RKC van De Graafschap, maar verloor het over twee wedstrijden van Excelsior, waardoor het uit de Eredivisie degradeerde. Amieux speelde dat seizoen 39 wedstrijden in alle competities en kwam tot twee goals twee assists.

### NAC Breda
Amieux bleef zelf in de Eredivisie spelen, want NAC Breda lijfde hem transfervrij in, nadat zijn contract bij RKC in onderling overleg werd ontbonden. Hij tekende bij NAC voor één jaar, met een optie voor nog een seizoen. Op 9 augustus maakte hij tegen hetzelfde Excelsior waar Amieux het vorige seizoen mee eindigde, zijn debuut voor NAC. Zijn seizoen eindigde hetzelfde als het vorige. NAC eindigde zestiende en moest de play-offs in. Daarin overleefde het de eerste ronde tegen VVV-Venlo, maar verloor in de tweede ronde over twee wedstrijden van Roda JC en degradeerde Amieux voor het tweede seizoen op rij. Zijn optie werd vervolgens niet gelicht en Amieux verliet NAC na één seizoen en 28 wedstrijden.

### Red Star Paris
Na één seizoen bij NAC tekende Amieux in 2015 een contract bij Red Star Paris, op dat moment net gepromoveerd naar de Ligue 2. De Franse club lijfde hem transfervrij in. In zijn eerste seizoen kwam hij nog geregeld aan bod, maar in zijn tweede niet veel meer. Na de degradatie van Red Star uit de Ligue 2 in 2017 liep zijn contract af. 
Amieux vervolgde zijn loopbaan bij ASF Andrézieux-Bouthéon dat uitkomt in het CFA. In 2019 ging hij naar Hauts Lyonnais dat uitkomt in de National 3. Begin 2020 raakte hij geblesseerd en fungeerde vanaf het seizoen 2020/21 ook als assistent bij de club. Medio 2022 beëindigde hij zijn spelersloopbaan.

## Statistieken
| Seizoen | Club                | Competitie     | Competitie | Competitie | Beker | Beker | Overig | Overig | Totaal | Totaal |
| Seizoen | Club                | Competitie     | Wed.       | Dlp.       | Wed.  | Dlp.  | Wed.   | Dlp.   | Wed.   | Dlp.   |
| ------- | ------------------- | -------------- | ---------- | ---------- | ----- | ----- | ------ | ------ | ------ | ------ |
| 2008/09 | Aviron Bayonnais    | National 1     | 19         | 2          | 0     | 0     | 0      | 0      | 19     | 2      |
| 2009/10 | FC Eindhoven        | Eerste divisie | 28         | 2          | 1     | 0     | 4      | 0      | 33     | 2      |
| 2010/11 | N.E.C.              | Eredivisie     | 20         | 1          | 1     | 0     | 0      | 0      | 21     | 1      |
| 2011/12 | N.E.C.              | Eredivisie     | 17         | 0          | 2     | 0     | 2      | 0      | 21     | 0      |
| 2012/13 | N.E.C.              | Eredivisie     | 21         | 2          | 0     | 0     | 0      | 0      | 21     | 2      |
| 2013/14 | RKC Waalwijk        | Eredivisie     | 34         | 2          | 1     | 0     | 4      | 0      | 39     | 2      |
| 2014/15 | NAC Breda           | Eredivisie     | 21         | 0          | 3     | 0     | 4      | 0      | 28     | 0      |
| 2015/16 | Red Star Paris      | Ligue 2        | 19         | 0          | 1     | 0     | 0      | 0      | 20     | 0      |
| 2016/17 | Red Star Paris      | Ligue 2        | 6          | 0          | 0     | 0     | 0      | 0      | 6      | 0      |
| 2017/18 | Andrézieux-Bouthéon | National 2     | 25         | 0          | 1     | 0     | 0      | 0      | 26     | 0      |
| 2018/19 | Andrézieux-Bouthéon | National 2     | 16         | 1          | 2     | 0     | 0      | 0      | 18     | 1      |
| 2019/20 | Hauts Lyonnais      | National 3     | 6          | 0          | 1     | 0     | 0      | 0      | 7      | 0      |
| Totaal  | Totaal              | Totaal         | 232        | 10         | 13    | 0     | 14     | 0      | 259    | 10     |